# Roger Helmer
Pour les articles homonymes, voir Helmer.
Roger Helmer, né le 25 janvier 1944 à Londres, est un homme politique britannique. Il est membre du Parti pour l'indépendance du Royaume-Uni (UKIP) depuis 2012 après avoir quitté le Parti conservateur.

## Biographie
Il est élu député européen pour la première fois lors des élections européennes de 1999 et est réélu lors des scrutins de élections européennes de 2004 et 2009 dans la circonscription des East Midlands sous l'étiquette du Parti conservateur. Il est membre du groupe des Parti populaire européen (PPE) de 1999 à 2005, puis de celui des Conservateurs et réformistes européens. 
En 2012, au cours de la 7e législature, il rejoint le Parti pour l'indépendance du Royaume-Uni (UKIP) et siège au sein du groupe Europe libertés démocratie. Il est membre de la commission de l'emploi et des affaires sociales et de la commission des pétitions. Il est réélu en 2014 et démissionne en juillet 2017.
Il s'oppose aux énergies renouvelables, expliquant détester les grands parcs solaires et « [haïr] par-dessus tout les éoliennes car elles sont le symbole de déchets inutiles et colossaux, et du politiquement correct futile ». Il se prononce au contraire pour la réouverture des mines de charbon.